# Николай Костадинов (политик)
Вижте пояснителната страница за други значения на Николай Костадинов.
Николай Кръстев Костадинов е български бизнесмен и политик от партия „Възраждане“. Народен представител в XLVIII народно събрание. Бил е общински съветник от групата на „Възраждане“ в Общински съвет – Варна. Развива собствен бизнес в сферата на търговията, управител е на фирмите „Чифлика БГ“ ООД, „Премиум Вединг“ ЕООД, „Ин Трейд 2009“ ООД, „Ан Груп“ ЕООД и „Ан Груп БГ“ ЕООД. През 2019 г. оборотът на фирмите му е около 2,5 млн. лв. Той е първи братовчед на основателя и председател на партия „Възраждане“ – Костадин Костадинов.

## Биография
Роден е на 31 декември 1983 г. във Варна, Народна република България. Завършва Професионална гимназия по икономика „Д-р Иван Богоров“ във Варна. Получава бакалавърска степен по икономика на търговията в Икономически университет – Варна, а след това магистърска степен по публичен мениджмънт и административна власт пак там.

## Политическа дейност

### Общински съветник
На местните избори през 2019 г. е избран за общински съветник от партия „Възраждане“ в Общински съвет – Варна, като участва 3-ти в листата от кандидати. В края на март 2022 г. е избран за председател на групата на партия „Възраждане“ в Общински съвет – Варна, на мястото на братовчед си Костадин Костадинов. На 18 април 2022 г. неизвестен извършител забива кирка в неговата кола, заснет от видеокамера, което се тълкува, че е опит за сплашване.

### Парламентарни избори през 2017 г.
На парламентарните избори през 2017 г. е кандидат за народен представител от листата на партия „Възраждане“, водач в 19 МИР Русе и 2-ри в 2 МИР Бургас. Партията не успява да влезе в парламента.

### Парламентарни избори през април 2021 г.
На парламентарните избори през април 2021 г. е кандидат за народен представител от листата на партия „Възраждане“, водач в 30 МИР Шумен и 2-ри в 3 МИР Варна. Партията не успява да влезе в парламента.

### Парламентарни избори през юли 2021 г.
На парламентарните избори през юли 2021 г. е кандидат за народен представител от листата на партия „Възраждане“, водач в 30 МИР Шумен и 2-ри в 3 МИР Варна. Партията не успява да влезе в парламента.

### Парламентарни избори през ноември 2021 г.
На парламентарните избори през ноември 2021 г. е кандидат за народен представител от листата на партия „Възраждане“, водач в 30 МИР Шумен и 2-ри в 3 МИР Варна. Партията влиза в парламента, но той не успява да спечели мандат.

### Парламентарни избори през 2022 г.
На парламентарните избори през 2022 г. е кандидат за народен представител от листата на партия „Възраждане“, водач в 30 МИР Шумен и 2-ри в 3 МИР Варна. Партията печели два мандата в 3 МИР Варна, но тъй като Костадин Костадинов решава да стане депутат от София, братовчед му Николай Костадинов печели първия мандат. Следващият по ред, Юлиян Губатов, се отказва, и втория мандат печели Коста Стоянов.